# Curling na Universíada de Inverno de 2011
As competições de curling na Universíada de Inverno de 2011 foram disputadas no Ginásio Yenişehir em Erzurum, Turquia entre 26 de janeiro e 5 de fevereiro de 2011.

## Calendário
| Curling   | Janeiro | Janeiro | Janeiro | Janeiro | Janeiro | Janeiro | Fevereiro | Fevereiro | Fevereiro | Fevereiro | Fevereiro | Fevereiro |
| Curling   | 26      | 27      | 28      | 29      | 30      | 31      | 01        | 02        | 03        | 04        | 05        | 06        |
| --------- | ------- | ------- | ------- | ------- | ------- | ------- | --------- | --------- | --------- | --------- | --------- | --------- |
| Masculino |         |         |         |         |         |         |           |           |           |           | 1         |           |
| Feminino  |         |         |         |         |         |         |           |           |           |           | 1         |           |

|  | Treino não oficial |  | Treino oficial |  | Dia de competição |  | Dia de final |

## Torneio masculino

### Fase preliminar
Esses são os resultados da fase preliminar:
| Pos. | Equipe             | Jogos | Jogos | Jogos | Jogos | Jogos | Jogos | Jogos | Jogos | Jogos | Jogos | P | V | D | PM | PS |
| Pos. | Equipe             | CAN   | CZE   | KOR   | SWE   | SUI   | GBR   | SLO   | NOR   | TUR   | USA   | P | V | D | PM | PS |
| ---- | ------------------ | ----- | ----- | ----- | ----- | ----- | ----- | ----- | ----- | ----- | ----- | - | - | - | -- | -- |
| 1    | CAN Canadá         | —     |       |       |       |       |       |       |       |       |       |   |   |   |    |    |
| 2    | CZE Chéquia        |       | —     |       |       |       |       |       |       |       |       |   |   |   |    |    |
| 3    | KOR Coreia do Sul  |       |       | —     |       |       |       |       |       |       |       |   |   |   |    |    |
| 4    | SWE Suécia         |       |       |       | —     |       |       |       |       |       |       |   |   |   |    |    |
| 5    | SUI Suíça          |       |       |       |       | —     |       |       |       |       |       |   |   |   |    |    |
| 6    | GBR Grã-Bretanha   |       |       |       |       |       | —     |       |       |       |       |   |   |   |    |    |
| 7    | SLO Eslovênia      |       |       |       |       |       |       | —     |       |       |       |   |   |   |    |    |
| 8    | NOR Noruega        |       |       |       |       |       |       |       | —     |       |       |   |   |   |    |    |
| 9    | TUR Turquia        |       |       |       |       |       |       |       |       | —     |       |   |   |   |    |    |
| 10   | USA Estados Unidos |       |       |       |       |       |       |       |       |       | —     |   |   |   |    |    |

## Torneio feminino

### Fase preliminar
Esses são os resultados da fase preliminar:
| Pos. | Equipe            | Jogos                  | Jogos                  | Jogos                  | Jogos | Jogos | Jogos                  | Jogos | Jogos | Jogos                  | Jogos | P | V | D | PM | PS |
| Pos. | Equipe            | CZE                    | JPN                    | KOR                    | CHN   | GBR   | POL                    | RUS   | CAN   | GER                    | TUR   | P | V | D | PM | PS |
| ---- | ----------------- | ---------------------- | ---------------------- | ---------------------- | ----- | ----- | ---------------------- | ----- | ----- | ---------------------- | ----- | - | - | - | -- | -- |
| 1    | CZE Chéquia       | —                      |                        |                        |       | 7 – 6 |                        |       |       |                        |       | 1 | 1 | 0 | 7  | 6  |
| 2    | JPN Japão         |                        | —                      |                        |       |       |                        |       | 6 – 4 |                        |       | 1 | 1 | 0 | 6  | 4  |
| 3    | KOR Coreia do Sul |                        |                        | —                      |       |       |                        | 5 – 4 |       |                        |       | 1 | 1 | 0 | 5  | 4  |
| 4    | CHN China         |                        |                        |                        | —     |       |                        |       |       | 6 – 5[ligação inativa] |       | 1 | 1 | 0 | 6  | 5  |
| 5    | GBR Grã-Bretanha  | 6 – 7[ligação inativa] |                        |                        |       | —     |                        |       |       |                        |       | 1 | 0 | 1 | 6  | 7  |
| 6    | POL Polônia       |                        |                        |                        |       |       | —                      |       |       |                        | 8 – 3 | 1 | 1 | 0 | 8  | 3  |
| 7    | RUS Rússia        |                        |                        | 4 – 5[ligação inativa] |       |       |                        | —     |       |                        |       | 1 | 0 | 1 | 5  | 4  |
| 8    | CAN Canadá        |                        | 4 – 6[ligação inativa] |                        |       |       |                        |       | —     |                        |       | 1 | 0 | 1 | 4  | 6  |
| 9    | GER Alemanha      |                        |                        |                        | 5 – 6 |       |                        |       |       | —                      |       | 1 | 0 | 1 | 5  | 6  |
| 10   | TUR Turquia       |                        |                        |                        |       |       | 3 – 8[ligação inativa] |       |       |                        | —     | 1 | 0 | 1 | 3  | 8  |